# Jönköpings centralstation
Jönköpings centralstation (forkortet Jönköping C, også kendt som Jönköpings resecentrum) er en svensk jernbanestation i byen Jönköping i Småland i det sydøstlige Sverige.
Stationen ligger på Jönköpingsbanan mellem Nässjö og Falköping og er udgangspunkt for Vaggerydsbanan til Vaggeryd. Den oprindelige station åbnede i 1864 og flyttede til sin nuværende placering i 1983. Den oprindelige stationsbygning tegnet af arkitekten Adolf W. Edelsvärd blev revet ned i 1983.